# São Sebastião da Boa Vista
São Sebastião da Boa Vista é um município brasileiro do estado do Pará, pertencente à Mesorregião do Marajó. Localiza-se no norte brasileiro, a uma latitude 01º43'03" sul e longitude 49º32'27" oeste. É conhecida como a "Veneza da Ilha de Marajó" por ser repleta de canais e palafitas.

## Etimologia
São Sebastião, topônimo de formação portuguesa, dado em homenagem ao padroeiro local e, também, provém do fenômeno de miragem à quem avista o povoado.

## História
Desconhece-se com precisão, a origem histórica de São Sebastião da Boa Vista. Porém, em 1758, aparece como freguesia denominado São Sebastião. Mais tarde, foi rebaixado e anexado ao território da freguesia de São Francisco de Paula, no município de Muaná. Em 1868, lhe foi restituído o título de freguesia.
Em 1872, foi elevado à categoria de vila, denominado São Sebastião da Boa Vista (lei provincial nº 707, de 05/04/1872).
Em 1972, foi elevado a categoria de Município. Entretanto, veio a ser extinto diversas vezes tendo seu território anexado ao município de Curralinho, respectivamente, nos anos de: 1879, 1882 (Em 1886 distrito de Muaná denominado São Sebastião da Boa Vista). Finalmente, em 1943, desmembrou-se do município de Muaná para constituir-se em unidade autônoma.
Em 1880, foi desmembrado de Curralinho e elevado novamente à categoria de município (leis provinciais nºs 963, de 08/03/1880 e 1294, de 30/04/1886 e 1399, de 05/10-/889). Mas em 1922, o município é extinto novamente, sendo seu território anexado ao município de Muaná.
Em 1943, foi desmembrado de Muaná elevado novamente à categoria de município (decreto-lei estadual nº 4505, de 30/12/1943).

## Geografia
Localiza-se à latitude 01º43'03" sul e à longitude 49º32'27" oeste, com altitude de 2 metros. Sua população estimada em 2015 é de 37 398 habitantes, distribuídos em uma área de 1 576,4 km².

## Turismo
No periodo de 10 a 20 de janeiro é realizada a festa do padroeiro São Sebastiao, atraindo turistas de Belém do Pará e do interior do estado. A festa é muito esperada durante todo o ano. A cidade fica lotada de turistas de todos os cantos do Estado.
No fim de agosto, o município celebra o Festival do Açaí, com pratos típicos da culinária boavistense, atrações artísticas municipais e de outras cidades.
Cercada de rios caudulosos, São Sebastião da Boa Vista é conhecida como "Veneza do Marajó".